# Parque nacional de Marojejy
El parque nacional de Marojejy es un parque nacional situado en la región de Sava, al nordeste de Madagascar. Tiene una extensión de 55 500 ha y se concentra en torno al macizo Marojejy, una sierra que alcanza los 2132 m de altitud. El acceso al área que circunda el macizo fue restringido exclusivamente para investigadores cuando el lugar fue calificado como una reserva natural estricta en 1952. En 1998 se abrió al público cuando se convirtió en parque nacional. En el año 2007 fue catalogado como Patrimonio de la Humanidad como parte de las Pluviselvas de Atsinanana. A pesar de su accidentado terreno, la caza furtiva y la tala selectiva son una problemas persistentes, sobre todo desde el inicio de la crisis política en Madagascar de 2009. La minería, la agricultura de rozas y quema y la extracción de madera son otras de las amenazas del parque y su fauna y flora. Debido a estas razones, desde 2010 también se incluye en la lista Patrimonio de la Humanidad en peligro.
Lo sinuoso del terreno y la topología escabrosa del macizo crean hábitats variados que cambian con rapidez con las variaciones de altitud. En las elevaciones inferiores se encuentra una densa y cálida selva, seguida de bosques más pequeños en las estribaciones superiores, seguidos por una zona de bosque nuboso y coronado cerca de las cumbres con el único reducto de matorral de montaña que todavía permanece imperturbable en Madagascar. Las mejores condiciones para el desarrollo de la vegetación se puede encontrar del lado este de la montaña, que recibe una mayor cantidad de lluvia que la cara occidental. Esta variedad de hábitats proporciona altos niveles de biodiversidad: se sabe que al menos 118 especies de aves, 148 especies de reptiles y anfibios y 11 especies de lémures se encuentran en este parque nacional. Uno de estos lémures, el sifaca sedoso (Propithecus candidus), está incluido en la publicación Los 25 primates en mayor peligro del mundo. El vanga de casco (Euryceros prevostii) es el ave icono del parque.
Un camino conduce desde la entrada del parque hasta la cumbre. Hay tres campamentos a lo largo de la ruta: Mantella a los 450 m de altitud, en parte baja de la selva tropical, Marojejia a los 775 m, en la transición entre tierras bajas y bosque pluvial montano, y Simpona a los 1250 m, en el centro de la selva tropical montana. Simpona actúa como campamento base para el difícil viaje a la cumbre, una ruta que discurre a lo largo de dos kilómetros y puede llevar unas cuatro o cinco horas completarlo.

## Historia
El Parque Nacional de Marojejy está localizado al nordeste de Madagascar, entre las ciudades de Andapa y Sambava, y se extiende unos 32 kilómetros de este a oeste y 22 kilómetros de norte a sur. Se concentra en torno a la cadena montañosa conocida como el macizo de Marojejy. A pesar de una expedición científica que recorrió otras montañas durante la misión zoológica franco-anglo-norteamericana de 1929, Marojejy no fue explorado hasta 1937, cuando el capitán L.-J. Arragon del Servicio Geográfico de Madagascar realizó la ascensión de Marojejy Est. Arragon no efectuaba una misión naturalista sino que debía colocar un punto geodésico, y no realizó ninguna investigación de campo ni de búsqueda de biodiversidad durante su visita. El macizo no fue descrito geológicamente hasta que el botánico francés Henri Humbert, del Museo Nacional de Historia Natural de Francia, exploró las montañas en 1948. Humbert había explorado con anterioridad numerosas sierras en el África continental antes de llegar a Marojejy, y durante su ascensión del macizo de Tsaratanama en 1937 apreció desde la cumbre del Amaboabory, a 2800 m de altitud, la silueta del macizo de Marojejy; decidió entonces organizar una expedición de estudios de estas montañas. Entre noviembre de 1948 y noviembre de 1950, pasó cinco meses recogiendo especímenes de plantas hasta formar un herbario con 4039  muestras para su estudio. Después de varias expediciones, publicó en 1955 Une merveille de la nature à Madagascar (Una maravilla de la naturaleza en Madagascar), donde afirmaba que el macizo era la cadena montañosa más impresionante de todo Madagascar debido a su tamaño, diversidad floral y su prístino estado natural.
Marojejy fue clasificado como una de las reservas naturales estrictas de Madagascar en 1952, en gran medida gracias al entusiasmo y apoyo de Humbert. Bajo este nivel de protección solo se permitía visitar el lugar a expediciones científicas debidamente autorizadas, lo que permitió que el macizo quedara al margen del crecimiento demográfico y de las múltiples presiones antrópicas de la zona. En 1998, Marojejy fue convertido en un parque nacional y a partir de ese momento se permitió el acceso al público en general.
Considerado inicialmente como una zona de transición entre las selvas tropicales del Este y las tierras altas del centro de la isla, actualmente es reconocido por tener sus propios rasgos únicos, con una de las biodiversidades más ricas de Madagascar. Varias expediciones realizadas entre principios de los años 1970 y los años 1990 estudiaron los ecosistemas de la montaña e inventariaron su flora y su fauna. En el año 2007 fue catalogado como Patrimonio de la Humanidad por la Unesco como parte de las Pluviselvas de Atsinanana. Debido a la tala forestal ilegal y el tráfico de maderas preciosas, sobre todo después de la crisis política en Madagascar de 2009, en el año 2010 las Pluviselvas de Atsinanana fueron incluidas en la Lista del Patrimonio de la Humanidad en peligro.

### Extensión y límites del parque

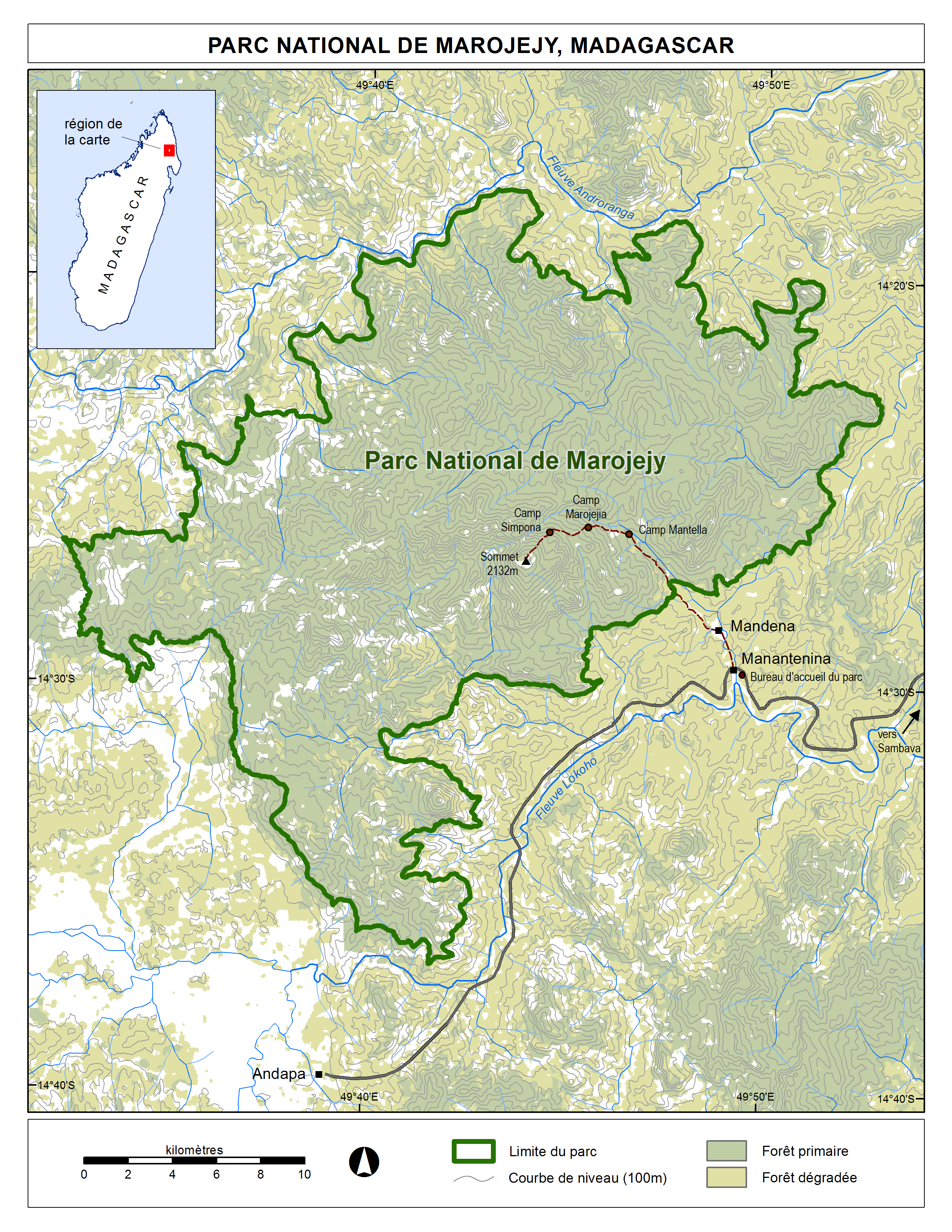
Mapa del parque.

Los límites del Parque Nacional de Marojejy fueron establecidos de forma aproximada cuando se estableció el parque en 1952. En 1966, mediante un segundo decreto (núm. 66-242) del gobierno de Madagascar, se reafirmó su estatus de reserva natural estricta y se marcaron sus límites con 89 puntos; utilizando como referencia estos puntos, se estimó que la superficie del parque era de 60 150 ha. Por aquel entonces se permitió vivir dentro del parque a dos familias que tenían sus viviendas unos 450 m dentro de los límites del parque, aunque bajo la condición de que no ampliaran sus cultivos en el interior del mismo ni permitieran que otros se les unieran; las familias fueron expulsadas tiempo después por violar estas condiciones. Muchas familias de las comunidades locales no entendieron por qué se les prohibía el acceso a un área tan extensa y rica en recursos y necesaria para su supervivencia, y entre finales de los años 1980 y 1993, y algunos pobladores de estas comunidades decidieron no respetar su estatuto de reserva y comenzaron a labrar en sus límites exteriores para implantar plantaciones de vainilla y de café. En 1993, el Fondo Mundial para la Naturaleza (WWF) y el Service des Eaux et Forêts (servicio de aguas y bosques malgache) renovaron los esfuerzos de conservación en la zona, desalojaron a las personas que vivían en el interior de la reserva y renegociaron unos nuevos límites con la comunidad local, basados en el decreto de 1966; se abrieron pistas y se colocaron postes de marcación para delimitar de forma clara los límites de la reserva. A partir de ese momento, muchas comunidades limítrofes del parque se implicaron en la vigilancia forestal, y la deforestación cayó bruscamente a solo unas hectáreas por año, lo que es mucho menos que el potencial de desmonte de una población que aumenta con rapidez y está repartida regularmente alrededor del parque.
El WWF presentó en 1998 una solicitud ante el gobierno de Madagascar para que relajara las restricciones de la reserva para permitir el turismo ecológico, y así generar rentas que podrían beneficiar a la población que vive en la periferia del parque. Mediante un decreto de mayo de 1998 (núm. 98-375), la reserva natural se convirtió en un parque nacional. Los límites fueron negociados de nuevo, sobre todo en las regiones del oeste y noroeste del parque, y en esta ocasión se utilizaron marcas naturales como las cimas de los montes, además de señales. El tamaño del parque fue ajustado a 60 050 ha, permitiendo a algunas comunidades del noroeste tener acceso a zonas todavía intactas mientras que otras comunidades perdían tierras cultivables. Aproximadamente 5000 ha fueron roturadas ilegalmente en el interior del parque, pero todavía forman parte del mismo. En la actualidad existen 91 marcas divisorias, y los límites están georeferenciados. Se colocaron señales divisorias intermedias entre las marcas existentes para demarcar los límites del parque ante eventuales disputas con la comunidad local.
Durante octubre de 2005, algunos informes indicaron que las marcas limítrofes estaban siendo movidas con el consentimiento de empleados del parque, y que zonas del interior del mismo estaban siendo taladas para su utilización agrícola. En enero de 2006, el coordinador de logística del parque fue despedido por mover jalones divisorios junto con agentes de conservación del parque, y por vender 9 ha de tierras del parque a un agricultor local por dos millones de francos malgaches (unos 200 dólares). En el año 2010 se realizó una nueva demarcación, que redujo la superficie del parque a 55 500 ha.

## Topografía y hábitats

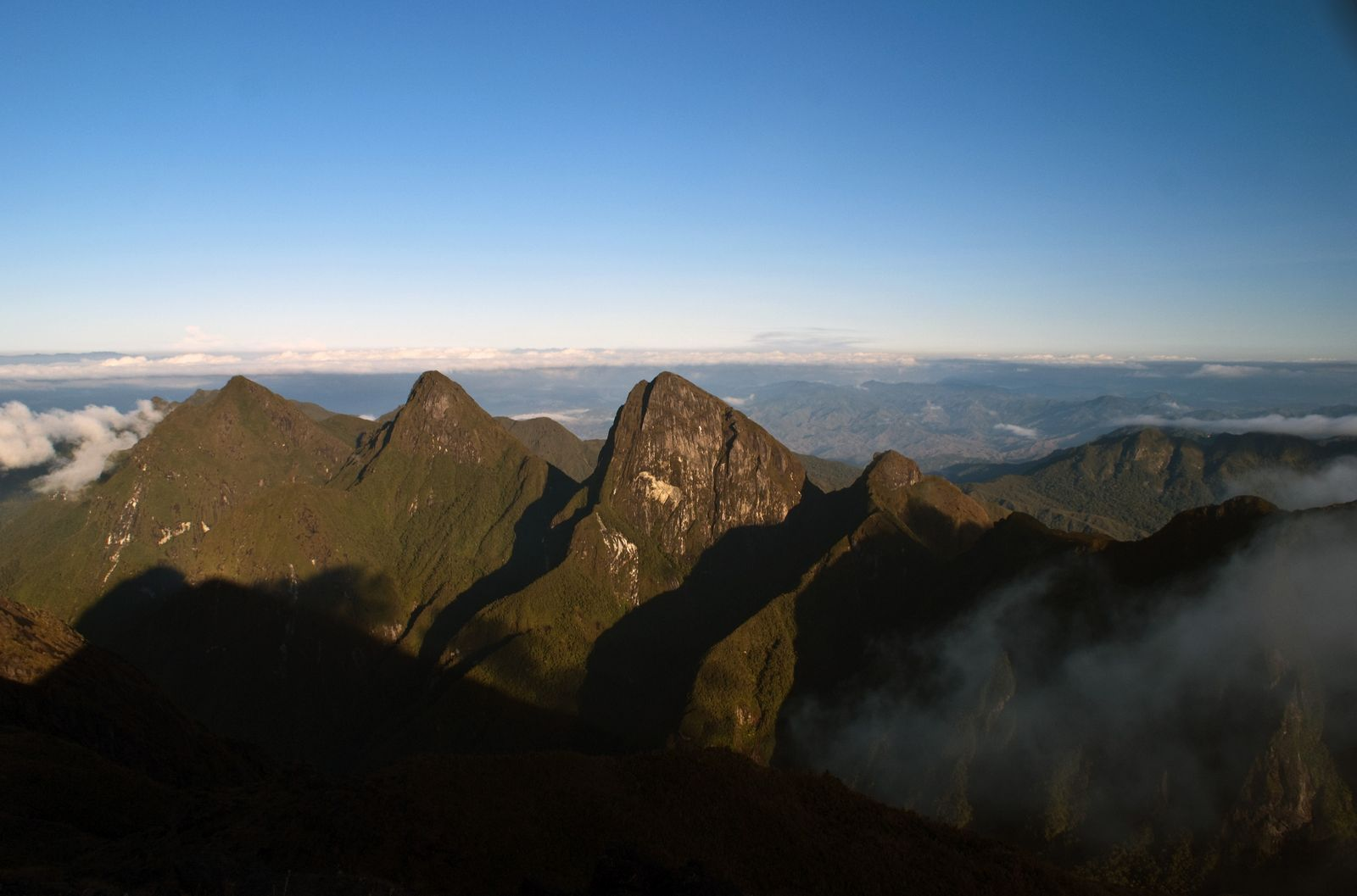
Vista de las montañas circundantes de la cumbre del macizo Marojejy (2132 m).

El parque cubre 55 500 ha y preserva casi todo el macizo, que se eleva desde los 75 hasta los 2132 m s. n. m. en la cumbre. El macizo es parte de una cordillera que se prolonga desde Tsaratanana en el noroeste hasta la península de Masoala en el sur. Las crestas del macizo forman una línea este-oeste con una serie de picos distintivos a lo largo de su estructura irregular con numerosas rupturas de pendiente, líneas de crestas paralelas o divergentes entrecortadas por acantilados escarpados e irregulares. Elevándose hasta los 2000 m en una distancia de menos de 8 km, el macizo de Marojejy ofrece uno de los terrenos más pendientes y abruptos de Madagascar. A consecuencia de esta brusca y aguda elevación y su topografía escarpada, cuenta con una gran variedad de microclimas y numerosos hábitats, lo que lo convierte en uno de los pocos lugares del mundo donde el bosque nuboso transiciona rápidamente a una tundra de alta montaña en una distancia que puede ser cubierta a pie. También debido a su topografía escabrosa, el mosaico vegetal varía entre las crestas y pendientes del macizo, incluso a la misma altura. Por ejemplo, las crestas y las pendientes contiguas a menudo tienen menos de un 20% de sus especies de plantas con flor en común.
Las temperaturas en la región son bastante constantes, tanto en las oscilaciones diarias como la variación de temperatura entre estaciones, que cambia solo ligeramente. Febrero es el mes más cálido, con un promedio de 25 °C, mientras que agosto es el más frío, con un promedio de 19 °C. Ascendiendo hacia las cumbres, la temperatura disminuye aproximadamente 1 °C cada 200 m de altitud, y la temperatura en las cumbres disminuye a 1,5 °C en julio. La humedad relativa en la región se sitúa en torno al 87 % durante la mayor parte del año, aunque se eleva hasta el 97 % entre marzo y abril. Precipitaciones en forma de lluvia caen mensualmente en la vertiente sur de la montaña, y la región recibe al menos 2300 mm de lluvia anualmente, lo que hace de esta región una de las zonas más húmedas de Madagascar. La cara norte de la montaña es más tropical, con una temporada seca de 6 meses que recibe aproximadamente 1500 mm de lluvia al año. La región recibe generalmente la mayor parte de las precipitaciones durante la temporada cálida, de noviembre a abril, cuando la lluvia es abundante y el monzón provoca ciclones ocasionales desde el noroeste. Durante la temporada más fresca, entre mayo y octubre, los vientos del sudeste traen lluvias más ligeras.
Tanto la temperatura como las precipitaciones varían considerablemente de unas zonas a otras del parque. Las temperaturas más bajas las encontramos en las zonas más elevadas, y las precipitaciones más abundantes se producen en las laderas al este del macizo, mientras que las vertientes occidentales quedan en la sombra orográfica de la montaña y están expuestas a una prolongada estación seca. Las cumbres de las crestas reciben fuertes vientos y ofrecen suelos pobres y poco profundos, lo que afecta a la vida vegetal y a sus tasas de crecimiento. Lo sinuoso del terreno y su topografía escabrosa también desempeñan un importante papel en la creación de hábitats variados distribuidos a través de las pendientes de los montes y afectan a la temperatura ambiente, a sus fluctuaciones y a los niveles de humedad. La interacción entre estos factores afecta al crecimiento y al desarrollo de la vegetación, que constituyen la base del ecosistema. El resultado es un bosque sumamente variado y desigualmente distribuido que cubre el 90% del parque.
Las montañas tanto de Marojejy como de la cercana Reserva Especial de Anjanaharibe Sur, alimentan varias cuencas hidrográficas, como la del río Lokoho, que nace de las vertientes occidentales y del sur del Marojejy, y el la del río Androranga, que tiene su origen en las vertientes septentrionales. Ambos ríos discurren hacia Sambava y desembocan en el océano Índico. Marojejy está comunicado con la Reserva Especial de Anjanaharibe Sur por el corredor Betaolana, un estrecho pasillo de elevación media desprovisto de árboles que se extiende hacia el oeste y ligeramente hacia el sur.

### Geología

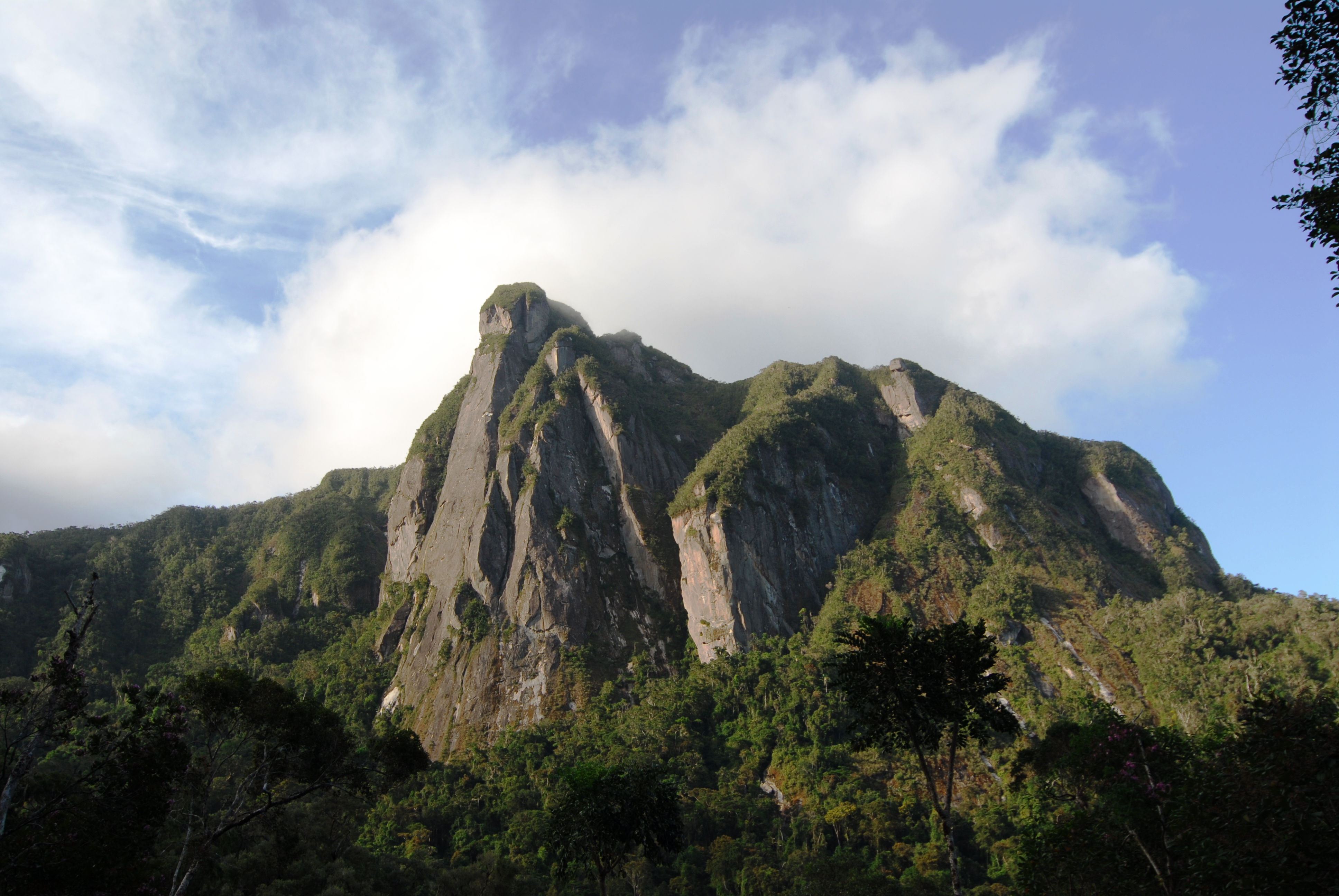
El risco Ambatotsondrona, como el resto de los picos más altos del Marojejy, está compuesto fundamentalmente por gneis.

Como el resto de Madagascar, las rocas del Parque Nacional de Marojejy formaron parte en su día del supercontinente Gondwana. Cuando comenzó a fraccionarse, hace 160 millones de años, Madagascar se separó de África y quedó aislada de las demás masas terrestres hace 80 Ma. Sin embargo, la roca madre del Marojejy se formó hace más de 500 Ma durante el período Precámbrico bajo una antigua cordillera que posteriormente se erosionó por completo. La roca madre está formada fundamentalmente por rocas graníticas, aunque también contiene una cantidad significativa de gneis, una mena de roca metamórfica que se formó en profundidad en condiciones de altas presiones y temperaturas bajo la antigua sierra. En los lugares donde el calor y la presión eran más elevados, la roca se derritió por completo y posteriormente cristalizó como granito, una roca ígnea. Posteriormente se formaron filones de cuarzo en la roca madre; estos filones son el origen del cuarzo y los cristales de amatista que se extraen en la región en la actualidad. En tiempos geológicos más recientes, se formó una abundante cantidad de cuarcita cuando las arenas ricas en cuarzo se depositaron sobre la roca madre, quedando bajo tierra y recristalizando posteriormente (metamorfismo). Se cree que el pH de los suelos está entre ácido y neutro.
Los picos más altos y escarpados del Marojejy deben su forma al gneis del que están formados. El gneis está formado por franjas alternas de minerales claros y oscuros; los minerales claros, formados fundamentalmente por cuarzo y feldespato, son los más sólidos y resistentes, mientras que los oscuros, compuestos fundamentalmente por mica biotita y hornblenda, son más suaves y se erosionan con mayor rapidez. Esta composición en capas, en combinación con el declive de 45 grados de las rocas de la cara norte, explica el carácter asimétrico de los picos. Las pendientes septentrionales descienden de forma poco pronunciada, mientras que las meridionales son generalmente acantilados casi verticales donde las rocas fracturadas se encuentran con las capas pulverizadas; un ejemplo lo tenemos en el risco Ambatotsondrona, con su ladera sur de roca escarpada y casi vertical.

## Biodiversidad

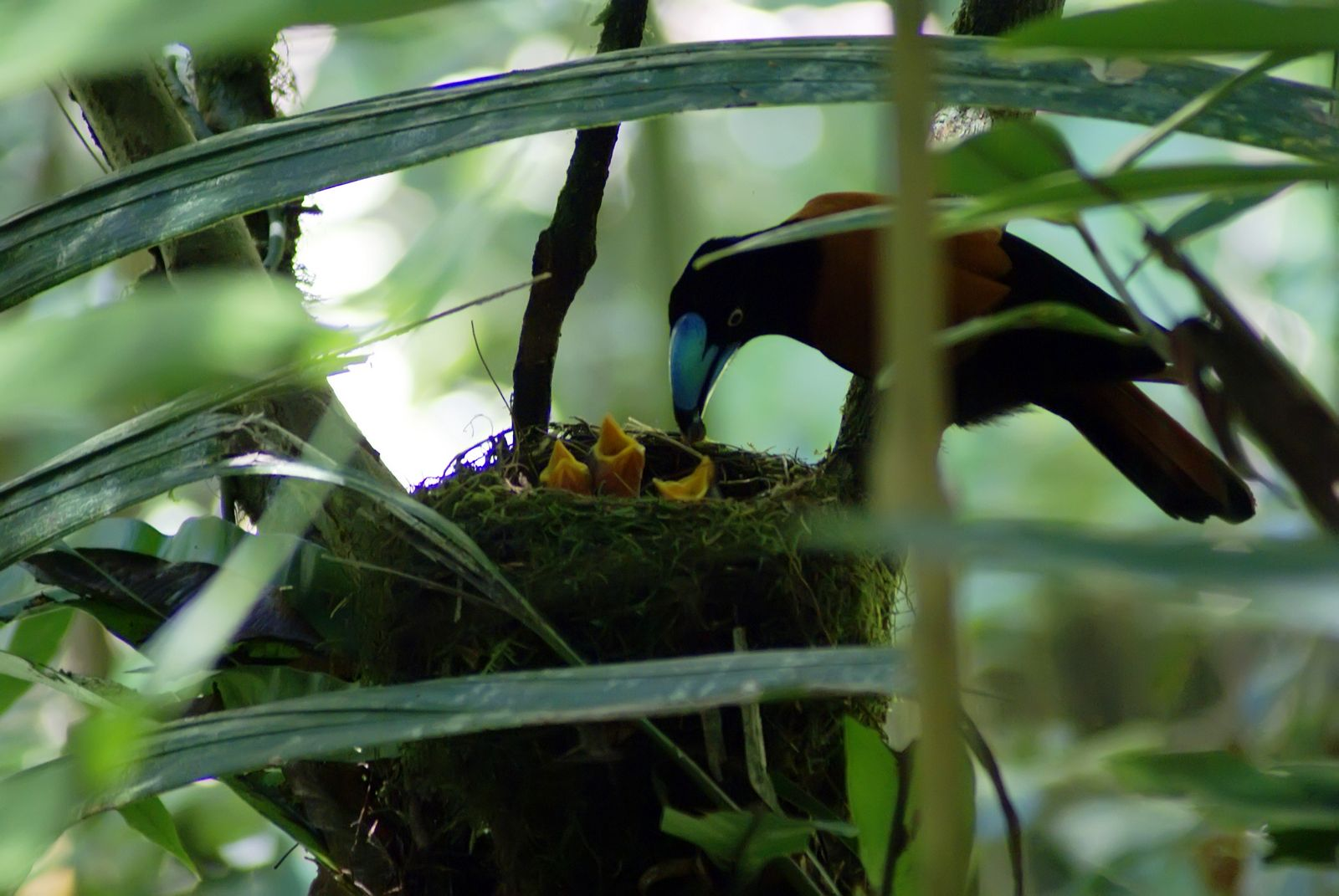
El vanga de casco (Euryceros prevostii) es el ave icono del parque.

El Parque Nacional de Marojejy destaca por su rica biodiversidad, que puede atraer tanto a científicos como a ecoturistas. En el parque se encuentran una amplia variedad de hábitats, y muchos de sus animales y plantas son endémicos de la zona. Las expediciones científicas descubren con regularidad especies que no estaban documentadas con anterioridad en Marojejy o, en algunos casos, completamente nuevas para la ciencia. Algunas de estas nuevas especies se encuentran en peligro de extinción. Existe muy poca información respecto a algunos grandes grupos, como los invertebrados, y todavía queda mucho por descubrir.

### Flora
La flora del parque es extremadamente diversa debido a su gran cantidad de microclimas. Los microclimas también afectan a la tasa de crecimiento de las plantas, con las laderas húmedas de la zona este que experimentan un crecimiento más rápido, con las occidentales secas que muestran el crecimiento más lento, y las plantas de las cimas de las cumbres que sufren fuertes vientos y suelos pobres. Más de 2000 especies de plantas con flor han sido descubiertas en el parque. Podemos ver al menos cuatro familias de plantas en todas las elevaciones: las clusiáceas y gramíneas son habituales, mientras que las mirsináceas y las elaeocarpáceas son raras.
En el parque podemos encontrar cuatro tipos básicos de bosque:
- Selva densa húmeda de baja altitud: Por debajo de los 800 m de altitud encontramos la mayor diversidad de especies,[16][21][22] gracias a las lluvias abundantes, a una temperatura consistentemente cálida y a la protección frente a los vientos fuertes.[21] El dosel de los bosques primarios es denso, con árboles que alcanzan los 25-35 m de altura.[16][21] Muchos árboles tienen troncos de más de 30 cm de diámetro.[16] Se pueden encontrar también una gran variedad de palmas, epifitas y helechos,[21] con 130 especies de helechos conocidos en esta zona.[16] El bosque secundario, formado por bambú, jengibre salvaje (género Aframomum) y palma del viajero (Ravenala madagascariensis), se encuentra en zonas degradadas.[21][32]  Las familias más comunes de plantas con flor son Sapotaceae, Rubiaceae, Euphorbiaceae y Myrsinaceae, y las familias de herbáceas más comunes son Poaceae, Labiaceae, Acanthaceae, Gesneriaceae, Melastomataceae y Balsaminaceae. La región de selva densa húmeda de baja altitud cubre el 38% de la superficie del parque.[16]

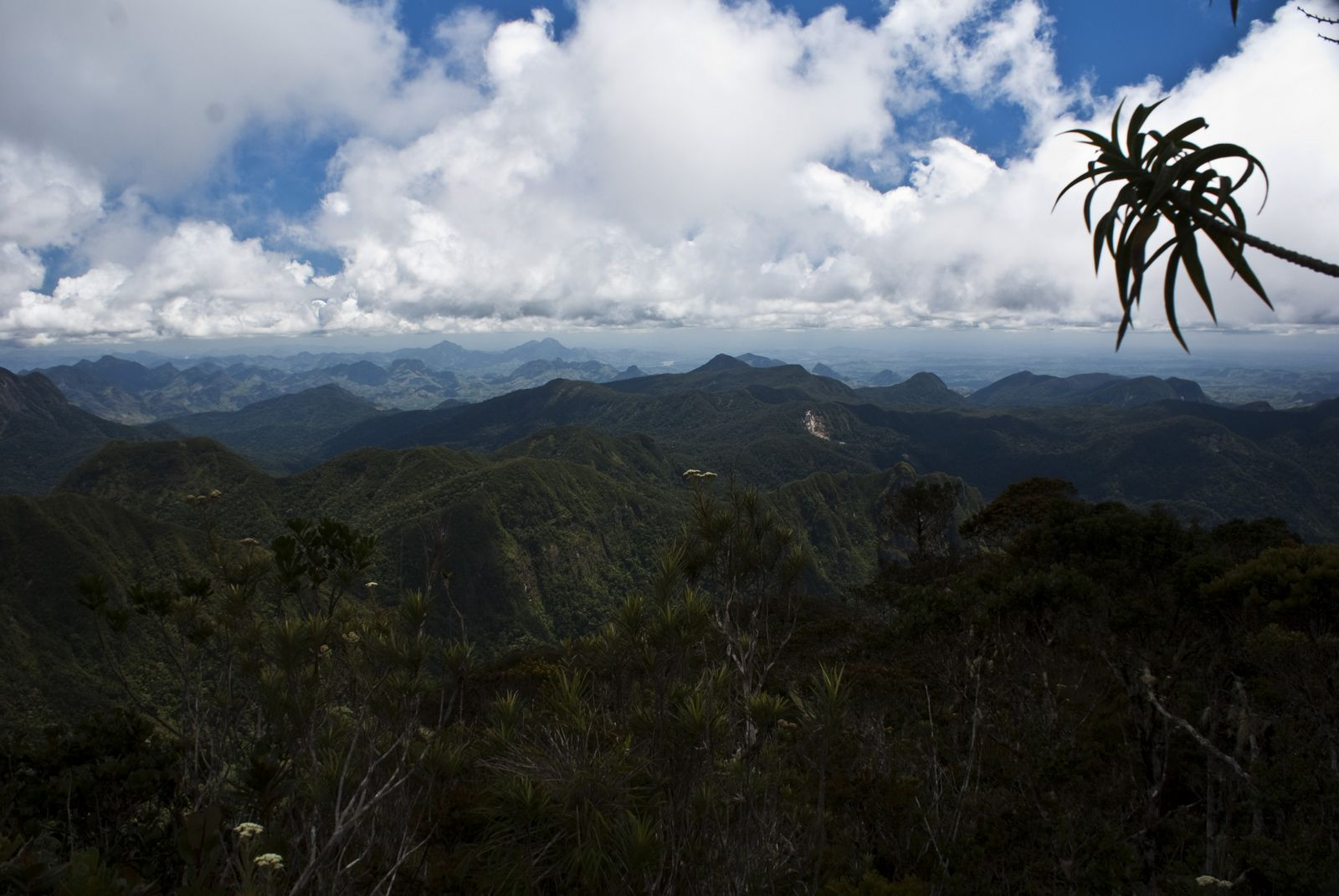
El bosque nuboso esclerófilo de montano, tal como se ve desde la cumbre, tiene árboles más bajos que los bosques de baja altitud.

- Selva tropical húmeda de montano: Se encuentra entre los 800 y 1400 m de altitud y también cubre el 38% del parque;[16][21] con la altitud, los árboles y los arbustos son cada vez más pequeños debido a las temperaturas más bajas y a los suelos más pobres,[21] y los helechos arborescentes se hacen más abundantes a medida que se asciende.[22] El descenso de la temperatura hace que la humedad se condense en la superficie sin formar brumas.[32] La transición entre las selvas tropicales de baja y media altitud es gradual.[22] La canopea alcanza una altura de 18-25 m,[16][21] y las epifitas necesitadas de Sol, los arbustos y otras especies terrestres forestales sacan provecho de estas zonas más soleadas. El aumento de la humedad también favorece el crecimiento de musgos y helechos.[21] Las familias Rubiaceae, Euphorbiaceae, Myrtaceae, Arecaceae, Pandanaceae y Burseraceae son las más comunes en esta zona.[16]

- Bosque nuboso esclerófilo de montano: Entre 1400 y 1800 m y cubre el 11,5% de la superficie del parque; los árboles son considerablemente más bajos, nudosos y achaparrados, y el dosel se extiende a una altura máxima de solo 10-15 m.[21][22][33] Las familias botánicas más comunes son Lauraceae, Rubiaceae, Clusiaceae y Araliaceae.[33] La capa de tierra del bosque nuboso es rica, y musgos y líquenes cubren las ramas de los árboles.[21][22] En esta zona se encuentran al menos 122 especies de helechos.[33] Las temperaturas son más bajas, y nubes densas traídas por vientos del este cubren el bosque.[21] El endemismo es muy elevado en esta franja, particularmente entre varios picos debido a su prolongado aislamiento. El área es muy sensible a los incendios debido a su gruesa capa de humus.[34]

- Matorral de montaña: Se encuentra por encima de los 1800 m de altitud, y cubre solamente el 1,5% de su superficie; en esta zona se encuentra el único reducto de matorral de montaña que todavía permanece imperturbable en Madagascar, pues, a diferencia de los demás matorrales de montaña de la isla, no ha sido alterado por los incendios.[16][21] La región tiene una superficie similar a una tundra, abierta, con una fina capa de tierra y rocosa. Las condiciones del suelo, junto con las frías temperaturas, condiciones ventosas y baja precipitación limitan la existencia de vegetación,[21] que alcanza una altura máxima de 2 m.[31] Dominan los matorrales bajos y densos de arbustos, aunque también se pueden ver orquídeas terrestres y pequeñas palmas y bambúes.[21] Las familias de plantas más abundantes en la zona son Poaceae, Ericaceae, Asteraceae, Balsaminaceae, Cunoniaceae y Clusiaceae.[31]

De las muchas especies de plantas existentes en Marojejy, treinta y cinco son palmas, algunas de las cuales se encuentran en peligro crítico de extinción y tienen poblaciones muy pequeñas. Solo tres de estas especies de palmas pueden encontrarse fuera de Madagascar, y siete solo existen en Marojejy. Más de doscientas setenta y cinco especies de helechos están presentes en las selvas tropicales del macizo, dieciocho de las cuales son helechos arbóreos y siete solo se encuentran en el parque. Muchas de estas especies de helechos son muy raras y su distribución está muy restringida.
Marojejy también cuenta con varios tipos de palos de rosa poco comunes y palisandros (género Dalbergia), todos ellos endémicos de Madagascar. Los palos de rosa (andramena en malgache), son un tipo de la madera dura con un lustroso color rojo profundo, mientras que los palisandros, como Dalbergia madagascariensis, no tienen ese color rojo. De las tres especies de Dalbergia que podemos ver en Marojejy, D. madagascariensis y D. baronii están incluidas como vulnerables en la Lista Roja de la UICN, y D. louvelii está catalogada como especie en peligro de extinción. El parque no posee más que unos pocos especímenes grandes de las dos primeras debido a la sobreexplotación, y es raro encontrarlas en un radio de 5 km en torno al parque, y la última, D. louvelii, no existe fuera del parque.

### Fauna

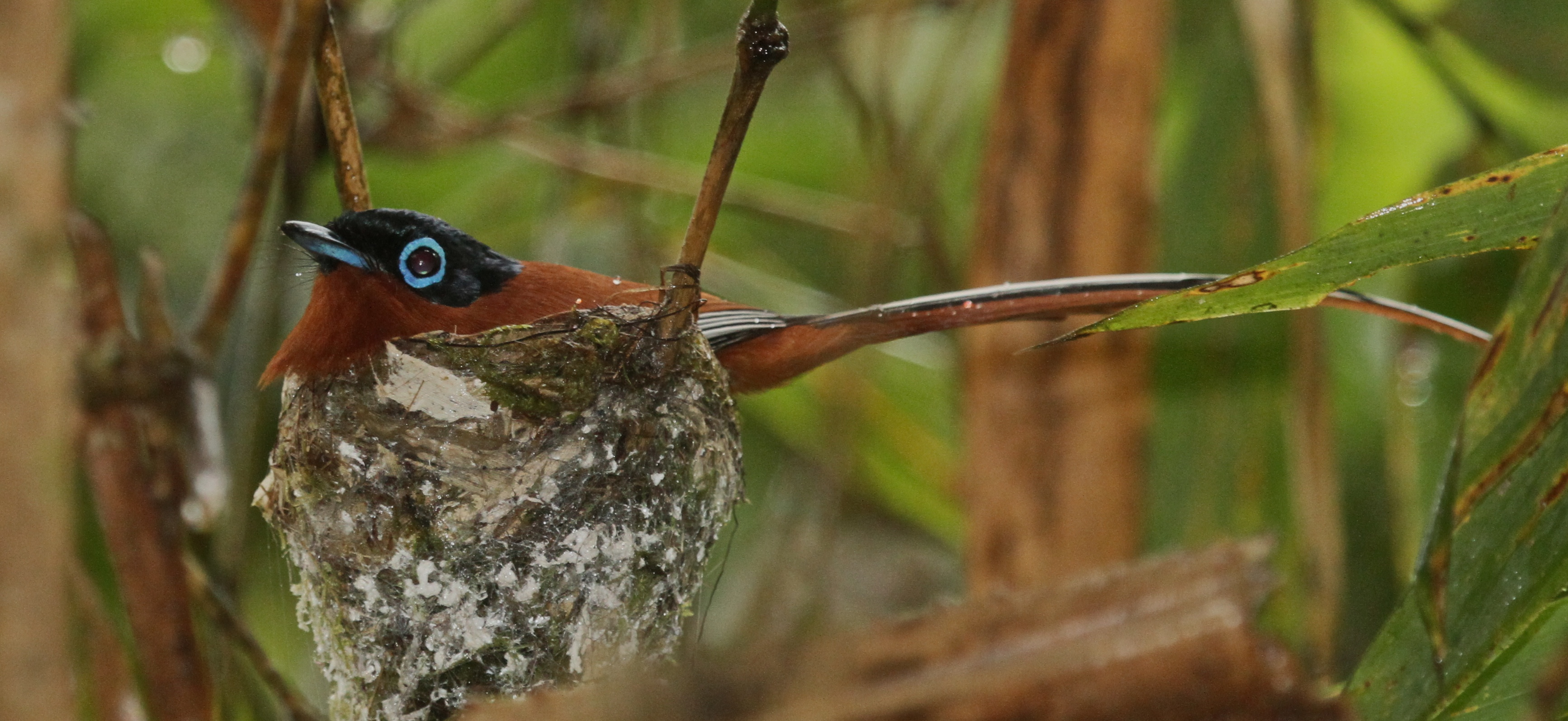
El monarca-colilargo malgache (Terpsiphone mutata) es una de las muchas especies de aves que se pueden encontrar en el parque.

Marojejy es especialmente conocido por sus dos especies icono, el vanga de casco (Euryceros prevostii), y el críticamente amenazado sifaca sedoso (Propithecus candidus). El sifaca sedoso figura en la publicación bianual Los 25 primates en mayor peligro del mundo desde su creación en el año 2000. Se estima que existen menos de 1000 individuos de esta especie en la naturaleza, y ninguno en cautividad.
La riqueza de especies de los principales grupos de animales demuestra la gran biodiversidad existente en el Parque Nacional de Marojejy. Por ejemplo, 75 de las 118 especies de aves (el 64%) que encontramos en o en los alrededores de Marojejy son aves forestales, tasa que supera a cualquier otra zona de montaña de la isla. Todas estas especies de aves dependientes de los bosques son endémicas de Madagascar y utilizan el bosque en algún momento de su ciclo vital. Una de estas aves es la culebrera azor (Eutriorchis astur), que, antes de ser reportada en 1990, no había sido vista por ornitólogos desde 1932.
Además del sifaca sedoso, Marojejy es el hogar de otras diez especies de lémures, algunas de las cuales también se encuentran en peligro, sobre todo a causa de la pérdida de su hábitat. El nocturno aye-aye solo fue visto en una ocasión en el parque, aunque restos de un viejo nido y rastros de su alimentación se encontraron a distintas elevaciones. Entre otros mamíferos que viven el parque se encuentran al menos quince especies de tenrecs, siete especies del roedores nativos, el fosa (Cryptoprocta ferox) y el murciélago Myzopoda aurita.
En el parque también existe una gran variedad de reptiles y anfibios, la mayor de todas las áreas protegidas de Madagascar. Se ha inventariado un total de 148 especies, y 17 de las cuales solo pueden verse en Marojejy, como Brookesia karchei y Chamaeleo peyrieresi, dos de las varias especies de camaleones existentes el parque. También se puede encontrar al camaleón pantera (Furcifer pardalis), gecos de cola plana (género Uroplatus) y muchas especies de ranas. Entre los invertebrados se encuentran grandes milpiés, arañas y una gran cantidad de pequeñas sanguijuelas.

## Ruta hasta la cumbre y campamentos
El Parque Nacional de Marojejy está abierto al público todo el año. La guía turística Bradt recomienda los períodos comprendidos entre abril y mayo y de septiembre a diciembre como los mejores para visitar el parque, al ser los meses en que las precipitaciones son menos frecuentes. Es el único parque nacional de Madagascar que ofrece la posibilidad de dormir en cabañas de madera, refugio para comer y cocina y aseos en cada uno de sus tres campamentos dispuestos a lo largo del camino, en el interior del bosque primario pluvial. En los campamentos se proporcionan camas y ropa de cama, y las cocinas y las áreas para comer están cubiertas y disponen de utensilios básicos de cocina. Los tres campamentos también disponen de espacio para situar las tiendas de los campistas. También están disponibles zonas de acampada en el exterior del parque, ya que los únicos alojamientos disponibles en la zona se encuentran en las ciudades de Andapa o Sambava. Teniendo en cuenta la geografía del parque y las infraestructuras que ofrece, Marojejy no puede acoger a grandes grupos. Dada la orografía de la zona y lo variable del clima, la guía Bradt recomienda planificar de antemano la visita al parque.
El pago de las entradas, el alquiler de los campamentos, el coste de los guías, cocineros o porteadores se realiza en las oficinas del parque en Andapa, o en el centro de acogida de visitantes del parque en Manantenina, que se encuentra en la carretera Andapa-Sambava, a 66 km de Sambava y a 40 km de Andapa. El parque dispone de una única pista que va desde el centro de información de Manantenina hasta la cumbre más alta del Marojejy. La pista a través del bosque está dividida en tres tramos de distinta longitud y que unen los tres campamentos principales, cada uno de los cuales está situado a distinta altitud para ofrecer una muestra de la distintiva flora y fauna de cada tramo a medida que se asciende hacia la cima.

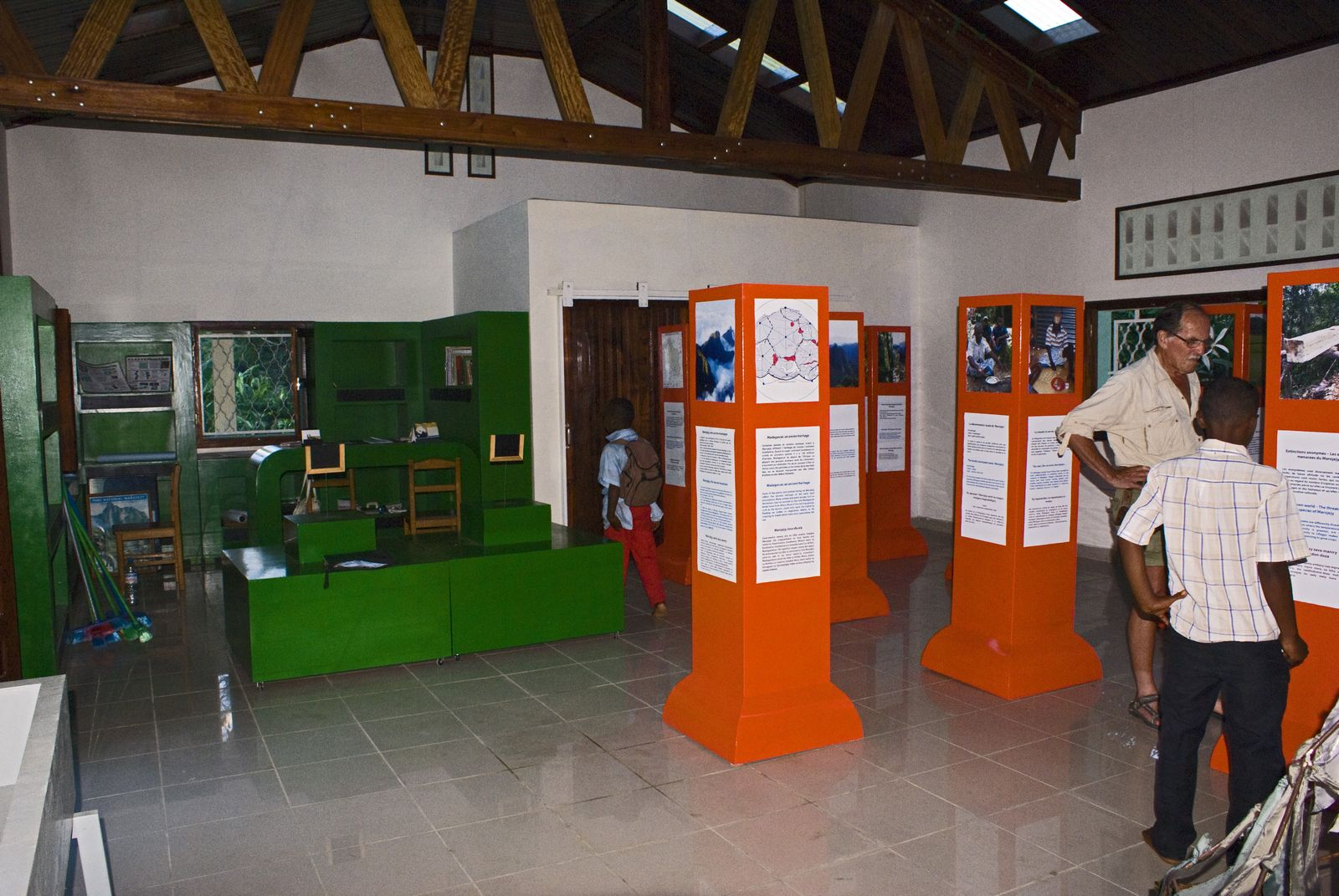
Centro de acogida de visitantes del Parque Nacional de Marojejy situado en Manantenina.

La primera parte de la marcha, conocida como ruta Mantella, lleva a los visitantes desde el pueblo de Mandena a una zona de merienda situada a unos 2,5  km. El primer campamento, Mantella, está situado a 4,5 km en el interior del bosque. El campamento está situado en la zona de selva densa húmeda de baja altitud justo por encima del río Manantenina y a una altitud de 450 m. El campamento está situado a 800 m de la cascada de Humbert, y ofrece la posibilidad de observar de cerca a lémures como el lémur del bambú occidental (Hapalemur occidentalis), numerosas especies de aves como el vanga de casco así como numerosas especies de anfibios y de reptiles, como gecos de cola plana, camaleones hoja (género Brookesia) y numerosas especies de ranas.
Los dos kilómetros siguientes se conocen como ruta Simpona, nombre en idioma malgache de sifaca sedoso, que se puede encontrar en esta zona del parque. El camino lleva hasta el campamento Marojejia, cuyo nombre proviene de una especie de palmera, Marojejia insignis que se puede ver especialmente en las inmediaciones de este campamento, que está situado a una altitud de 775 m en la conjunción del bosque lluvioso de baja altitud y el bosque húmedo de montano. El campamento se asienta sobre la ladera de la montaña y desde su comedor se domina un vasto bosque y ofrece una magnífica vista del pico Ambatotsondrona «peñasco inclinado». El campamento Marojejia se considera generalmente como el mejor lugar de observación de los sifacas sedosos, aunque el equipo del parque recomienda alquilar los servicios de un rastreador para ayudar en la búsqueda.
La ruta hasta la cumbre del Marojejy continúa surcando la montaña otros dos kilómetros hasta el campamento Simpona, situado en medio del bosque nuboso a una altitud de 1250 m. Sobre un tramo de cresta cerca del campamento se encuentra una plataforma que ofrece una vista panorámica del bosque. A pesar de la poca altura de los árboles en esta zona, es posible observar en ocasiones algunos sifacas sedosos desde las casetas. También puede verse a la carraca-terrestre caberrufo (Atelornis crossleyi) así como a la filepita-suimanga ventrigualda (Neodrepanis hypoxantha), mientras que a lo largo de un arroyo no lejos del campamento encontramos una gran variedad de especies de ranas. El campamento Simpona también sirve de base para empinada ascensión a la cima del Marojejy, la cuarta cumbre más alta de Madagascar, aunque una de las más accesibles. La ascensión serpentea unos 2 km a través de una abundante vegetación y puede llevar unas cuatro o cinco horas de marcha.

## Problemas relativos a la conservación
Las protecciones legales inherentes a su estatus de parque nacional no han sido suficientes para erradicar la degradación del Parque Nacional de Marojejy. La caza de lémures, incluido el sifaca sedoso, que está gravemente amenazado de extinción, es un problema recurrente, al igual que la explotación de los bosques de maderas preciosas como las del palo de rosa y el palisandro. También se buscan piedras semipreciosas como la amatista dentro de los límites del parque, mientras que la agricultura de rozas y quema, la tala de árboles para leña y para la construcción continúan erosionando los bosques de la periferia del parque. Estas presiones prosiguen y se intensifican con el crecimiento de las poblaciones circundantes. En el año 2003, cerca de 200 000 personas vivían en un radio de 40 km alrededor del parque, de las cuales cerca del 80% eran granjeros que todavía dependen del bosque para conseguir tierras cultivables y para obtener numerosos productos como la miel, leña, fibras de plantas y corteza de árboles. Además, la utilización incorrecta del parque o un crecimiento excesivo del número de visitantes podría representar una amenaza real para este frágil hábitat, especialmente para el matorral de altura.

### Tala ilegal

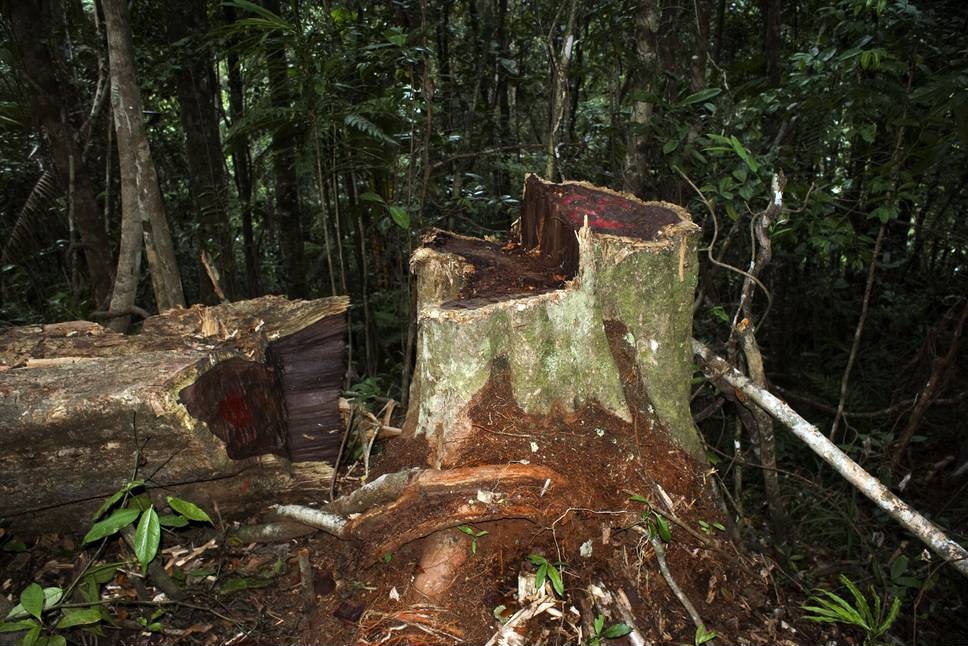
Tala ilegal de palisandros en el parque.

Los bosques tropicales húmedos del nordeste de Madagascar están altamente amenazados por la tala ilegal de maderas duras preciosas, lo que deseca el bosque (haciéndolo más susceptible de incendios), favorece la dispersión de especies invasivas, degrada el hábitat y reduce la diversidad genética, además de violar tabúes y tradiciones locales. Algunas especies, como las del género Dombeya, se cortan para construir balsas para transportar flotando las maderas duras más pesadas río abajo, tanto en el parque como en la periferia; los palisandros son cortados en varios trozos para facilitar su transporte, y se necesitan talar cinco o más árboles de alta flotabilidad para transportar uno madera dura. Además, para construir las balsas manteniendo los troncos juntos, los madereros cortan miles de lianas, las cuales son utilizadas por el 75% de la fauna forestal como medio para trasladarse a través del dosel de los bosques. Las actividades de tala son practicadas en condiciones extremas y a menudo peligrosas y se emplea a la población local empobrecida y solo se benefician las autoridades locales que facilitan el proceso.

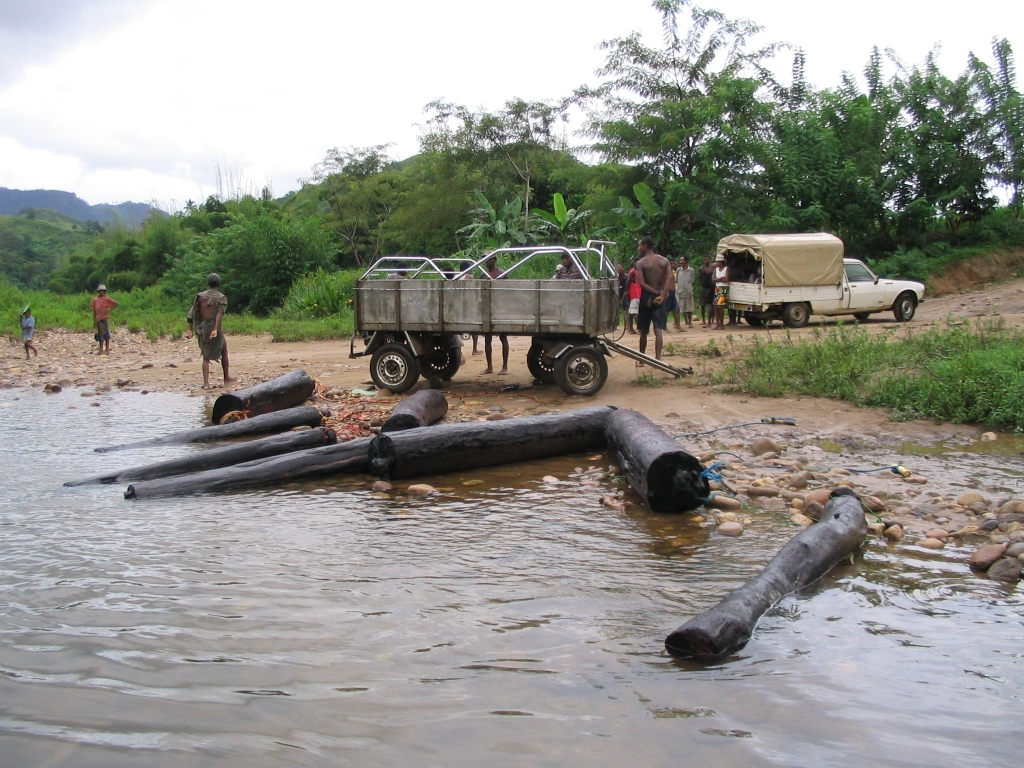
Las maderas preciosas se transportan río abajo hasta abandonar el parque, y posteriormente se transportan en camiones.

En 2005 se reportaron más de veinte operaciones de tala ilegal de palisandros, y en el año 2007 las autoridades confiscaron miles de troncos en los puertos de las ciudades de Vohémar, Antalaha y Toamasina, por valor de varios millones de dólares estadounidenses. Parte de este material provenía del este y nordeste del parque. Al iniciarse la crisis política en Madagascar de 2009, miles de leñadores invadieron los bosques primarios de la región de Sava y talaron de forma intensiva los bosques de maderas preciosas durante seis u ocho semanas. Se estima que unas 52 000 toneladas de palos de rosa, o casi 100 000 árboles, fueron talados ese año, de los cuales un tercio provenían del Parque Nacional Marojejy y el resto del cercano Parque Nacional de Masoala. A raíz de este incidente el parque estuvo cerrado durante un tiempo, pero se volvió a abrir en mayo de 2009. En el 2010 la situación mejoró en Marojejy, pero la tala ilegal se intensificó en Masoala y en el área protegida de Makira.
La tala ilegal de los bosques se ve favorecida por el vacío de poder desde en inicio de la crisis política en la isla, por unas regulaciones forestales poco claras, por un poder judicial débil y por un poder ejecutivo interesado que permitió la exportación de maderas requisadas (en 1992, 2006 y 2009-2010) mediante decretos gubernamentales que facilitaban estas operaciones en momentos previos a procesos electorales o publicados en momentos de inestabilidad política. El comercio ilegal está organizado por altos funcionarios de la administración y hombres de negocio influyentes. Por otra parte, el comercio del palisandro malgache no sometido a ningún tipo de regulación internacional como la Convención sobre el Comercio Internacional de Especies Amenazadas de Fauna y Flora Silvestres (CITES).

## Población local

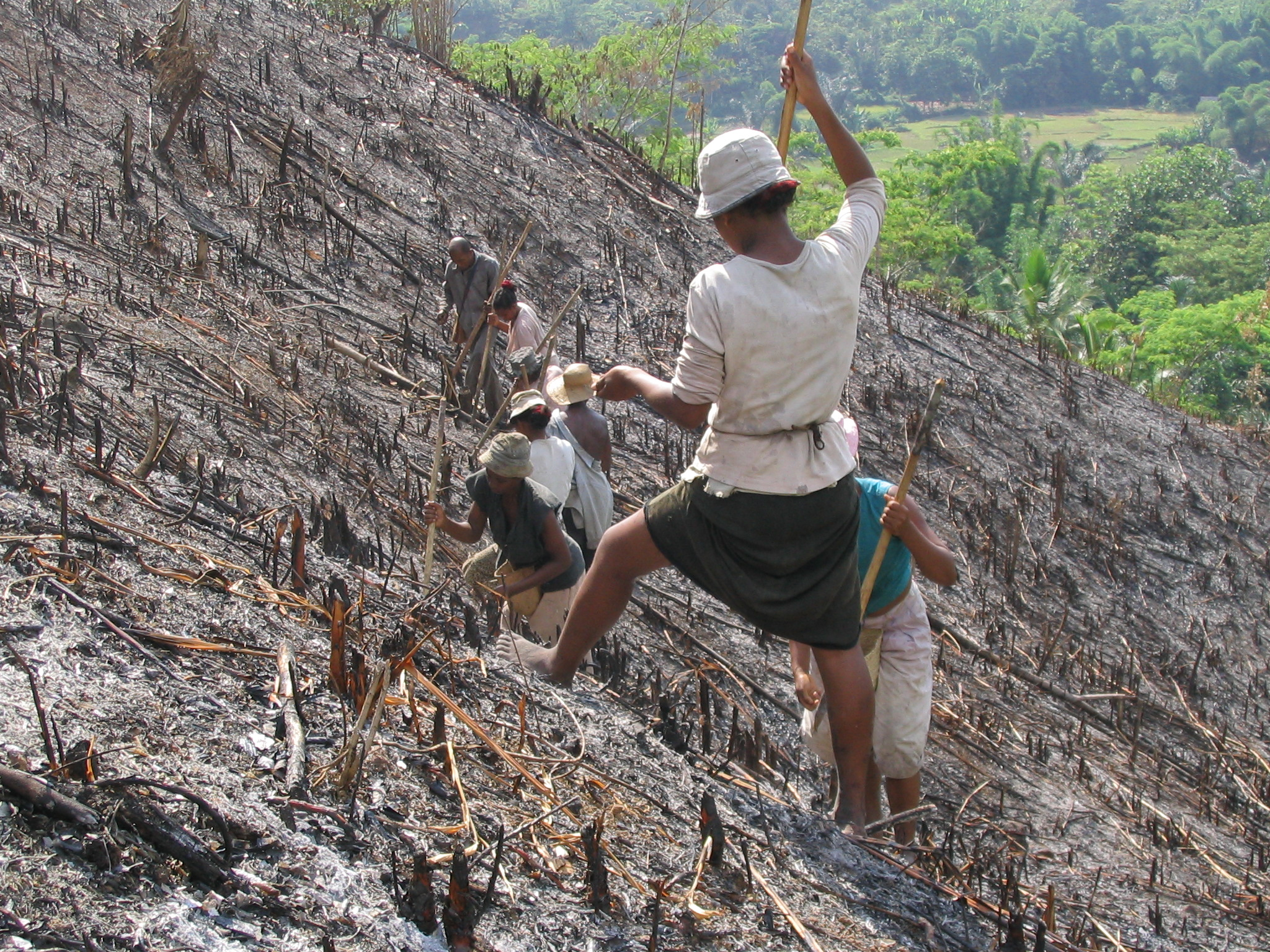
Gran parte de la población que viven en los alrededores del parque son agricultores de subsistencia, y muchos queman las laderas de la montaña para plantar arroz.

La cuenca del río Andapa, rodeado por las altas y escarpadas montañas de Marojejy y de Anjanaharibe Sur, era de difícil de acceso y alejada de las vías de circulación habituales, por lo que no fue explorada hasta mediados del siglo XIX, cuando los refugiados huían de la dominación del Reino Merina. Casi medio siglo más tarde, otra ola de refugiados se instaló en la región, esta vez huyendo de los colonos franceses. Sin embargo, la población de la zona se mantuvo relativamente pequeña, a pesar de una última ola de inmigración tras la Primera Guerra Mundial, cuando pobladores de la isla de Reunión llegaron para cultivar vainilla. La población no aumentó perceptiblemente hasta principios de los años 1970, cuando se finalizó la construcción de la carretera entre Andapa y Sambava, uniendo la región con la costa. Esta nueva infraestructura que facilitaba en gran medida los transportes favoreció el desarrollo agrícola y generó nuevas olas migratorias. A lo largo de los siguientes treinta años se calcula que la población se triplicó, llegando a vivir unas 100 000 personas en la región en el año 2003. Con 37 pueblos repartidos por los alrededores del parque, su densidad de población es una de las más importantes de Madagascar, y continúa aumentando. Los grupos étnicos dominantes en la región son los tsimihety (los primeros pobladores) y los betsimisaraka, aunque también hay establecidos otros grupos provenientes del sur de la isla.

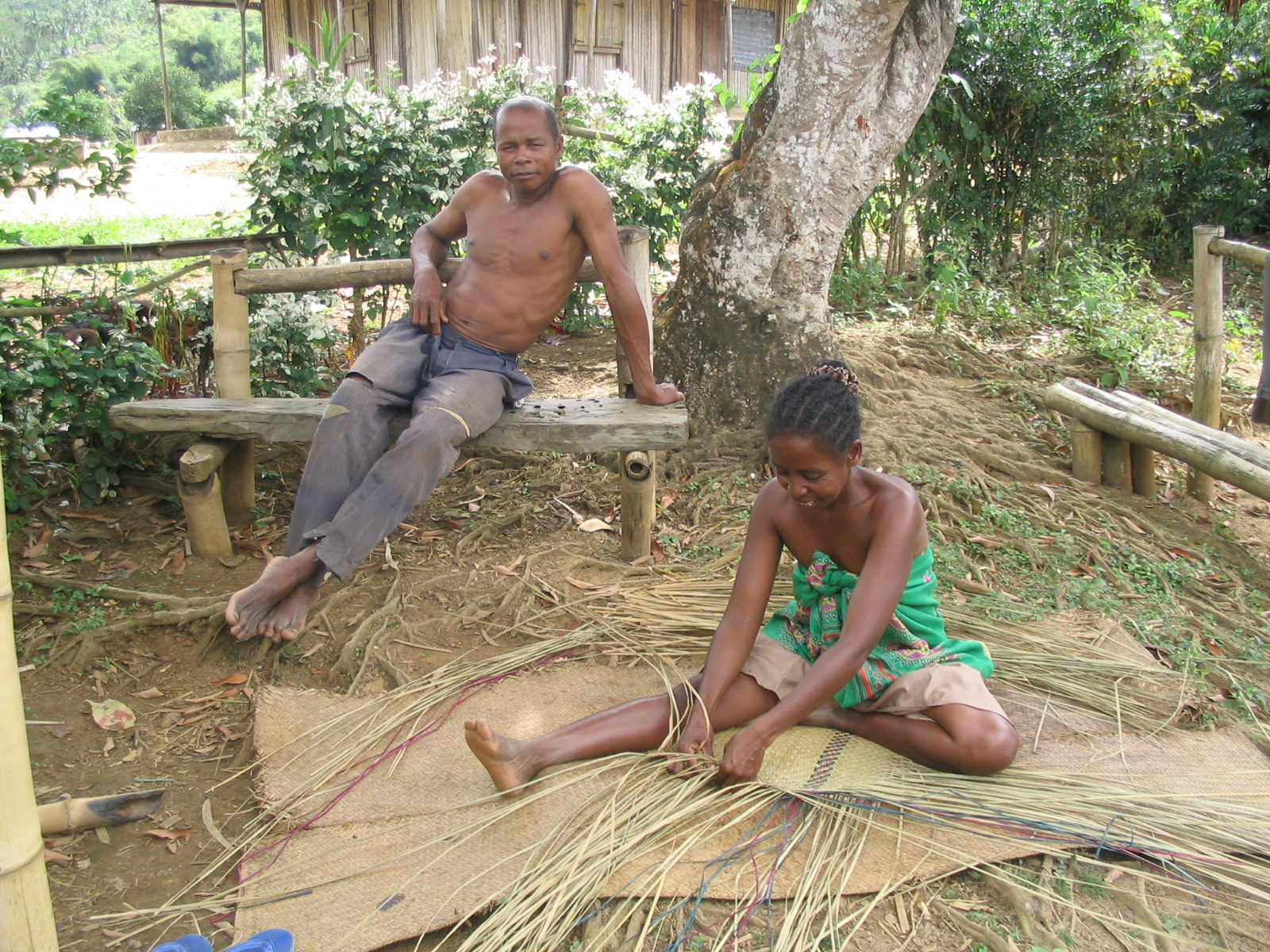
Las fibras para tejer esteras y otros utensilios, al igual que otros muchos materiales utilizados en la forma de vida tradicional de la población de la región, generalmente proceden de los bosques.

La población local ha utilizado tradicionalmente los materiales que ofrecen los bosques, bien para el uso en su arquitectura, para hacer piraguas, para obtener fibras para tejer, para conseguir leña y hojas para la medicina tradicional o para dar sabor a las bebidas. La mayor parte de los residentes son agricultores de subsistencia que cultivan arrozales irrigados en los valles o que plantan en laderas que han sido limpiadas y quemadas (agricultura de rozas y quema, conocida localmente como tavy). Los pantanos que antes cubrían grandes zonas de la cuenca del Andapa han sido convertidos en arrozales explotados de forma intensiva; sin embargo los tsimihety prefieren la agricultura tradicional de rozas y quema en las laderas en lugar de los arrozales irrigados. El café era un importante cultivo comercial antes de que los precios de mercado cayeran en los años 1970, pero la vainilla sigue siendo un cultivo importante en la zona. Hasta mediados de los años 2000 los precios de la vainilla eran altos, pero han caído considerablemente desde entonces. La caída de precios de la vainilla, junto con un gran crecimiento demográfico y la continua disminución de tierras cultivables, ha traído como consecuencia una extendida y extrema pobreza. Entre enero y abril, antes de la cosecha principal de arroz, muchas personas de la región no consiguen suficiente comida para subsistir. La región de Sava, en la que se encuentra Marojejy, es la región más pobre de Madagascar, y, tras las subidas continuadas de precios a nivel mundial (en particular de la importación de arroz), se hizo todavía más difícil la obtención de comida por parte de las familias rurales.
Además de organizaciones internacionales de conservación de la naturaleza (como Conservation International, Wildlife Conservation Society o el Fondo Mundial para la Naturaleza), que establecieron programas de ayuda a la población local, muchas personas nacidas en la región trabajan para mejorar la situación de la población mediante programas medioambientales, de ayuda sanitaria y de sensibilización. También se ha trabajado en el fomento de la agricultura sostenible, la silvicultura, la conciencia de conservación, la mejora en la educación y los cuidados sanitarios, con objeto de proteger el medio ambiente y promover modos de vida respetuosos con los bosques que ofrezcan alternativas económicas perdurables. Un ecoturismo limitado y responsable también puede ser una alternativa a largo plazo contra la deforestación.